# Betty Wright
Betty Wright, nome d'arte di Bessie Regina Norris (Miami, 21 dicembre 1953 – Miami, 10 maggio 2020), è stata una cantautrice statunitense, interprete di R&B e soul, vincitrice nel 1975 del Grammy Awards come Best R&B Song, per il brano Where Is the Love.

## Biografia

### Gli inizi
Nata a Miami, in Florida, come Bessie Regina Norris il 21 dicembre 1953, Wright era la più giovane di sette figli di Rosa Akins Braddy-Wright e il suo secondo marito, McArthur Norris. Iniziò la sua carriera professionale all'età di due anni quando i suoi fratelli formarono gli Echoes of Joy, un gruppo gospel; partecipò con la voce al primo album del gruppo, pubblicato nel 1956. Wright e i suoi fratelli si esibirono insieme fino al 1965, quando lei aveva 11 anni.
Dopo lo scioglimento del gruppo, Bessie, che stava già usando il nome Betty Wright, decise di cambiare lo stile musicale dal gospel al rhythm and blues, cantando in talent show locali fino a quando non fu notata dal proprietario di un'etichetta discografica locale di Miami, che le fece firmare un contratto con la sua casa discografica Deep City Records nel 1966, all'età di 12 anni. Con loro pubblicò i singoli Thank You Baby e Paralyzed, che le portarono la notorietà a Miami.
Nel 1967, l'adolescente portò alla scoperta di altri talenti del posto come George e Gwen McCrae, aiutandoli a firmare con l'etichetta Alston Records TK Records, parte della casa discografica e di distribuzione di Henry Stone. Il suo primo album, My First Time Around, fu pubblicato all'età di 14 anni; il suo primo singolo di successo fu Girls Can't Do What the Guys Do. Nel 1970, mentre era ancora al liceo, pubblicò Pure Love all'età di 16 anni.

### Primi successi
Circa un anno dopo, Wright pubblicò la canzone Clean Up Woman, scritta da Clarence Reid e Willie Clarke quando lei aveva 17 anni. Il brano raggiunse il numero due nelle classifiche R&B, dove rimase per otto settimane, passando poi nelle classifiche pop, dove fu il numero sei e rimase nella Billboard Hot 100 per 14 settimane. Alla fine la canzone vendette oltre 1 milione di copie, certificandosi disco d'oro il 30 dicembre 1971, nove giorni dopo il suo diciottesimo compleanno. Nel 1972, il singolo Baby Sitter (una delle prime composizioni di Wright) raggiunse la top 50 degli Hot 100 e il numero sei nelle classifiche R&B. Un altro successo di questo primo periodo fu Let Me Be Your Lovemaker del 1973, che arrivò al numero 55 nella Hot 100 e il numero 10 nella classifica R&B, e fu il primo caso (dopo Baby Sitter) in cui Wright mostrò il suo potente registro di fischio. Un'altra composizione di successo del disco fu Where Is the Love (scritto da Wright, con i produttori Harry Wayne Casey e Richard Finch, di KC & The Sunshine Band). La canzone raggiunse il numero 15 nella classifica R&B, il numero due nelle classifiche dance e passò nel Regno Unito al numero 25, permettendo a Wright di esibirsi all'estero. Con questa composizione Wright vinse in seguito il premio Grammy Award per la migliore canzone R&B.
Un altro successo all'estero fu Shoorah! Shoorah!, pubblicato con Alston Records e scritto da Allen Toussaint. Entrambe le canzoni apparsero su uno degli album più popolari di Wright, Danger! High Voltage!, pubblicato alla fine del 1974. Fu in questo album che Wright ebbe il suo brano di maggior successo, la ballata soul Tonight Is the Night, che Wright attribuì alle sue prime esperienze sessuali. La versione originale raggiunse il numero 28 nella classifica R&B e quattro anni dopo, fu seguita da una versione live. La versione rimodellata, che includeva l'ormai noto monologo e parti del successo di Wright del 1970 Pure Love, raggiunse il numero 11 nella classifica R&B nel 1978.
Nel 1977, Wright scoprì il musicista Peter Brown con il quale cantò i successi You Should Do It e Dance with Me presente nell'LP A Fantasy Love Affair. Nel 1978, eseguì un duetto con il rocker Alice Cooper sulla canzone No Tricks, e un anno dopo, aprì per Bob Marley & The Wailers il Survival Tour a Boston in ottobre.

### Gli anni ottanta e novanta
Gli altri suoi album della fine degli anni '70 ebbero meno successo, e nel 1981, quando TK Records iniziò ad avere difficoltà, Wright passò a un'etichetta più grande, la Epic Records, dove venne pubblicato il suo omonimo album. L'album divenne noto anche per What Are You Gonna Do with It, una hit meno conosciuta di Stevie Wonder. Lo stesso anno, Betty partecipò all'album Dimples di Richard "Dimples" Fields, in particolare al successo She's Got Papers on Me. Nel 1983, pubblicò l'album Wright Back at You, che conteneva composizioni di Marlon Jackson dei Jackson 5. Nel 1985, Wright dette vita alla sua etichetta, la Miss B Records, pubblicando l'anno successivo l'album Sevens.
Nel 1988, Wright fece la storia come prima artista afroamericana a segnare un album d'oro alla sua etichetta, quando il suo album del 1987, Mother Wit, ottenne la certificazione, album contenente il brano No Pain, No Gain, che la riportò nuovamente, per la prima volta nel decennio dopo After the Pain, tra i primi 20 nella classifica R&B.
Sulle note del remake di successo di Champaign del 1981 How 'Bout Us, nel 1990, Wright registrò un duetto con Grayson Hugh, e successivamente si occupò degli arrangiamenti musicali di Coming Out of the Dark di Gloria Estefan, che raggiunse il numero 1 nel 1991. Betty Wright continuò a pubblicare materiale da solista negli anni '90, tra i quali l'album del 1994 B-Attitudes che conteneva un duetto remixato di Distant Lover di Marvin Gaye. Da allora, ha auto-pubblicato diverse altre registrazioni mentre si esibisce ancora con successo come live act.

### Gli anni duemila
Nel 2001, uscì l'album della compilation The Very Best of Betty Wright, insieme a Fit for a King, il suo primo album in studio da diversi anni. Nel 2008, Wright partecipò all registrazione della traccia di Lil Wayne intitolata Playing with Fire. Tuttavia, per una causa giudiziaria, il brano venne rimosso dall'album online.
Nel 2006, prese parte allo show televisivo Making the Band, nominata da Sean Combs come coach vocale per il nuovo gruppo femminile Danity Kane. Betty Wright guidò diversi giovani cantanti e realizzò la produzione vocale per artisti come Gloria Estefan, Jennifer Lopez e Joss Stone. Insieme ai coproduttori Steve Greenberg e Michael Mangini, venne nominata al Grammy Award nel 2005 nella categoria Best Pop Album per la produzione dell'album Mind Body & Soul di Joss Stone.
Wright, Greenberg e Mangini produssero inoltre due brani dell'album di Tom Jones 24 Hours del 2008: uno era la cover di Bruce Springsteen The Hitter e l'altro More Than Memories, scritto dalla leggenda degli Stax Carla Thomas. Il trio produsse anche l'album di debutto di Diane Birch nel 2009. A dicembre 2010, Wright ricevette un'altra nomination ai Grammy Award nella categoria migliore performance vocale R&B tradizionale per la canzone Go. L'album Betty Wright: The Movie, accreditato "Betty Wright e The Roots", prodotto da Wright e Ahmir Thompson (Questlove), fu rilasciato il 15 novembre 2011 da Ms. B Records / S-Curve Records. Betty Wright: The Movie includeva anche collaborazioni con Joss Stone, Snoop Dogg, Lil Wayne e Lenny Williams. Un brano dell'album, Surrender, fu nominato per un Grammy Awards 2011 nella categoria Best Performance R&B tradizionale.
Alla vigilia del Capodanno 2011, Wright partecipò allo spettacolo annuale Hootenanny, trasmesso sul canale televisivo della BBC Two nel Regno Unito e sostenuto dalla Jools Holland Rhythm & Blue Orchestra. Durante lo show cantò due dei suoi singoli Clean Up Woman e Shoorah! Shoorah!, assieme a In the Middle of the Game (Don't Change the Play) presente nel Betty Wright: The Movie.

### Morte
Wright è morta il 10 maggio 2020, nella sua casa di Miami, a causa di un cancro. Aveva 66 anni e la notizia della morte fu annunciata da sua nipote. Due giorni prima, attraverso un tweet, Chaka Khan aveva lasciato intendere il peggioramento delle condizioni di salute della collega.

## Cultura di massa
Numerose canzoni di Wright furono prese come modello nel corso degli anni da musicisti hip hop, rock e R&B. Al riff di Clean Up Woman si ispirarono Afrika Bambaataa, SWV, Mary J. Blige, Sublime, Willie D e Chance the Rapper. Il primo successo di Wright Girls Can't Do What Guys Do fu la base del singolo  di Beyoncé Upgrade U. Nel 1992, Betty Wright citò in giudizio i produttori degli Color Me Badd, facendoli causa per le royalties; per la loro hit I Wanna Sex You Up affermarono di aver usato il campione della versione live di Wright, senza autorizzazione e senza permesso. Wright vinse la causa, ottenendo il 35% dei diritti d'autore per aver scritto la canzone.

## Premi e riconoscimenti

### Premi vinti
- Where is the love, Grammy Award alla miglior canzone R&B, 1975[36]

### Nomination
- Surrender, Nomination al Grammy Award come Best Traditional R&B Performance, 2011
- Go [Live], Nomination al Grammy Award come Best Traditional R&B Performance, 2010
- Tha Carter III, Nomination per il Grammy Award all'album dell'anno, 2008
- Baby, Nomination al Grammy Award per la Best R&B Performance di un duo o un gruppo, 2007
- Clean Up Woman, Nomination al Grammy Award come migliore performance femminile, 1972[36]

## Discografia

### Album
- 1968 - My First Time Around, Atco
- 1972 - I Love The Way You Love
- 1973 - Hard To Stop
- 1974 - Danger High Voltage
- 1976 - Explosion!
- 1977 - This Time For Real
- 1978 - Live
- 1979 - Travelin' In The Wright Circle
- 1981 - Betty Wright
- 1983 - Wright Back At You
- 1986 - Sevens
- 1988 - Mother Wit
- 1989 - 4u2njoy
- 1990 - Passion & ComPassion
- 1992 - All The Way Live
- 1994 - B-Attitudes
- 2000 -  The Very Best Of Betty Wright, Rhino Records[37]
- 2001 - Fit for A King
- 2011 - Betty Wright: The Movie, con The Roots
- 2014 - Living...Love...Lies[38]

### Singoli

#### Da solista
- 1966 - Thank You Baby
- 1966 - Paralyzed
- 1968 - Girls Can't Do What the Guys Do
- 1970 - Pure Love
- 1971 - Clean Up Woman
- 1972 - Baby Sitter
- 1972 - Is It You, Girl?
- 1972 - I'm Gettin' Tired Baby
- 1973 - It's Hard to Stop (Doing Something When It's Good to You)
- 1973 - Let Me Be Your Lovemaker
- 1973 - It's Bad for Me to See You
- 1974 - Secretary
- 1974 - Shoorah! Shoorah![39], Alston Records
- 1975 - Where Is the Love?[40]
- 1975 - Tonight Is the Night
- 1976 - Slip and Do It
- 1976 - If I Ever Do Wrong
- 1977 - Life
- 1977 - You Can't See for Lookin'
- 1978 - Dance con Me (con Peter Brown)
- 1978 - Tonight Is the Night, Pts. 1 & 2 (live)
- 1979 - Lovin' is Really My Game
- 1979 - My Love Is
- 1981 - What Are You Gonna Do con It?
- 1981 - Goodbye You Hello Him
- 1983 - She's Older Now
- 1986 - Pain
- 1988 - No Pain, No Gain
- 1988 - After the Pain
- 1989 - From Pain to Joy
- 1989 - Quiet Storm
- 1989 - Keep Love New[39]
- 1990 - How 'Bout Us (con Grayson Hugh)
- 1994 - For Love Alone
- 2007 - Baby (con Angie Stone)
- 2011 - Grapes on the vine (con Lil Wayne e The Roots)
- 2013 - Mama (con Ace Hood)
- 2014 - Save Us (con Ace Hood)

#### Come artista in primo piano
- DJ Khaled featuring Kendrick Lamar, Big Sean e Betty Wright (2016)